# Площадь Ленина (Владикавказ)
Площадь Ле́нина — площадь в центре Владикавказа, Северная Осетия, Россия. Располагается в Иристонском муниципальном округе. Названа в честь советского политического и государственного деятеля В. И. Ленина.
Восточная часть площади выходит на проспект Мира. От площади Ленина на север начинается улица Миллера. С запада к площади примыкают переулки Станиславского, Культурный и Театральный.

## История

### Театральная площадь
Будущую площадь задумал начальник Терской области М. Т. Лорис-Меликов постройкой двух зданий в стороне от проспекта. Во второй половине XIX века площадь получила название Театральная, по построенному на ней зданию Драматического театра.
20 февраля 1924 года постановлением Владикавказского Городского Исполнительного комитета Совета депутатов трудящихся было принято решение о переименовании Театральной площади в Площадь имени В. И. Ленина. Однако данное решение не вступило в силу.
С 1904 по 1936 год через площадь проходила трамвайная линия узкой колеи с разъездом возле театра.
В начале 1943 года на площади проходила импровизированная выставка трофейной немецкой техники, захваченной при обороне города.

### Площадь Ленина
В 1957 году проведена кардинальная реконструкция и расширение площади за счет сноса кинотеатра «Пионер» (бывший кинотеатр «Ричи»).
31 октября 1957 года в связи с введением в эксплуатацию площади после реконструкции и открытия нового памятника В. И. Ленину работы скульптора З. И. Азгура, обновленная площадь получила название Площадь Ленина.
В августе 2021 года городская Администрация Владикавказа объявила о конкурсе по благоустройству площади Ленина. Предполагается сделать площадь полностью пешеходной со стороны переулков Станиславского и Театрального, чтобы она стала составной частью пешеходного Проспекта Мира.

## Объекты

### Здания и учреждения
Объекты культурного наследия
- д. 1 — памятник архитектуры[6]. Здание бывшего Общественного собрания Владикавказа и гостиницы «Бристоль». Построено в 1880-х годах. Памятник культурного наследия. В разное время здесь размещались: гостиница «Бристоль», Дворец Труда (1920—1937), Гарнизонный Дом офицеров. В этом здании выступали С. М. Киров, Г. К. Орджоникидзе, К. Е. Ворошилов, С. М. Буденный, А. И. Микоян, М. И. Калинин, писатель А. С. Серафимович. Здесь в декабре 1941 — январе 1942 года формировался политотдел 47 Армии. В настоящее время здание находится в полуразрушенном состоянии.
- д. 3 — памятник архитектуры федерального значения. Академический русский театр имени Вахтангова. Построен в 1869—1871 годах, архитекторы С. И. Уилтон, В. И. Грозмани, В. Русаковский. В 1920 году здесь на съезде Советов Терской области была провозглашена Горская автономная социалистическая советская республика[6].
- д. 5/ Миллера, 2 — памятник истории. Дом, где в 1930—1965 годах жил и умер заслуженный деятель искусств СОАССР, художник Аслангирей Знаурович Хохов[6].
- Памятник В. И Ленину скульптора, академика З. И. Азгура и архитектора Г. А. Захарова. Установлен 6 ноября 1957 года.
- Бывший универмаг «Детский мир». В настоящее время — отель «Александровский»[6].

### Снесенные здания
- Кинотеатр «Пионер» — здание было построено в начале XX века как электробиограф «Риччи». В советское время кинотеатр использовался по своему назначению, именуясь «Юнг-Штурм», затем «Пионер». Кинотеатр снесен в 1957 году в рамках реконструкции площади Ленина, так как загораживал новый монументальный памятник Ленину. На месте кинотеатра впоследствии появился фонтан[7].

### Другие объекты
- Ресторан «Корона» (пл. Ленина, 5) — находится на первом этаже двухэтажного жилого здания, постройки второй половины XIX века. Ранее в здании располагались театр кукол, позже магазин «Минеральные воды Осетии» и кафе-мороженое.
- Стела «Осетии ратная слава» — установлена в начале 1980-х со стороны Культурного переулка, между зданиями Дома Офицеров и Русского драматического театра.
- Фонтан «Танцующий Сослан на чаше Уацамонга» — установлен в центре площади в 1960 году на месте снесенного кинотеатра «Пионер». 6 июля 2007 года в обновлённом фонтане установлена скульптурная композиция «Нарт Сослан на чаше Уацамонга» работы скульптора Н. В. Ходова.

## Транспорт
Трамвай № 1, 2, 4, 5, 7, 8, 9, 10, остановка «Площадь Ленина».

## Галерея
- Начало XX века
- Обелиск Ленину на Театральной площади. Фото 1924 года
- Кинотеатр «Пионер». Снесён до постройки памятника Ленина в 1957 году. На заднем плане – современный дом № 25 по проспекту Мира
- Площадь Ленина до 1957 года. Памятник Ленина скульптора В. Козлова. Слева от памятника - кинотеатр "Пионер"